# Mureu Lamglumpang
Mureu Lamglumpang is een bestuurslaag in het regentschap Aceh Besar van de provincie Atjeh, Indonesië. Mureu Lamglumpang telt 279 inwoners (volkstelling 2010).